# Albert Bühlmann
Albert A. Bühlmann (* 16. Mai 1923; † 16. März 1994) war ein Schweizer Mediziner und Professor für Medizin. Bekannt wurde er vor allem durch seine Forschungen auf dem Gebiet der Tauchmedizin, speziell der Dekompressionstheorie. Er arbeitete an der Universität Zürich und gründete dort 1960 das Druckkammerlabor.
Ende der 1950er Jahre begann Bühlmann mit der Erforschung des Tieftauchens. Er entwickelte Dekompressionstabellen und -Modelle zur Berechnung von Sättigungsvorgängen im menschlichen Körper. Diese Modelle waren Grundlage für viele Tauchcomputer. So gingen die folgenden – teilweise heute noch genutzten – Dekompressionsmodelle aus den Forschungen von Albert Bühlmann hervor: ZH-L8, ZHL-12, ZH-L16 und ZH-L17. Heute ebenfalls bekannt sind die Dekompressionsmodelle, die in Zusammenarbeit mit Max Hahn entstanden sind, die so genannten Bühlmann-Hahn-Tabellen. Die meisten neueren Dekompressionsmodelle, die seither entstanden sind, basieren auf den Arbeiten von Albert Bühlmann.
Bühlmann entwickelte auch Gasgemische, mit denen der Taucher Hannes Keller im Zürichsee, im November 1959, eine Tauchtiefe von 131 Metern erreichte. Im Jahr 1962 schaffte er mit 313 Metern vor der kalifornischen Insel Santa Catalina einen Rekord, der erst 13 Jahre später eingestellt wurde. Er wurde hierbei von der US-Navy unterstützt.